# Witold Pyrkosz

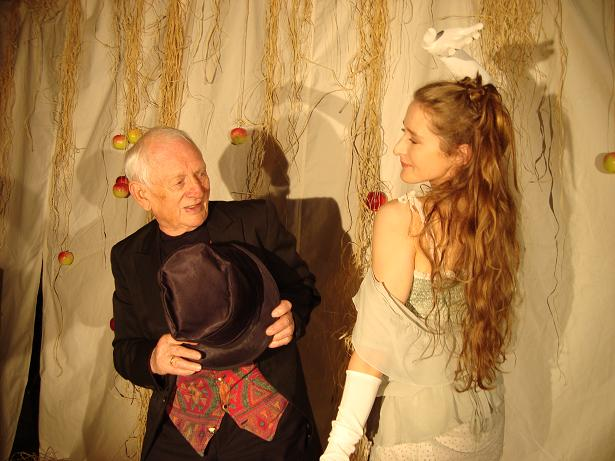
Witold Pyrkosz i Agnieszka Sitek – spektakl Eksperyment Adam i Ewa – Teatr TM (2008)

Witold Bronisław Pyrkosz (ur. 24 grudnia 1926 w Krasnymstawie, zm. 22 kwietnia 2017 w Warszawie) – polski aktor teatralny, filmowy i dubbingowy.

## Życiorys
W 1954 ukończył Państwową Wyższą Szkołę Aktorską w Krakowie. Rok później zadebiutował w Teatrze im. Stefana Żeromskiego w Kielcach w sztuce Lekkomyślna siostra w reżyserii Tadeusza Kubalskiego, gdzie wcielił się w rolę Janka Topolskiego. W Kielcach zagrał jeszcze w Zbiegach reżyserowanych przez Tadeusza Byrskiego. W tym samym roku zaczął występować na scenie Teatru Ludowego w Krakowie, w którym grał przez następne 9 lat. Przychylnie oceniono jego rolę George’a Miltona w Myszach i ludziach (1959) w reżyserii Jerzego Krasowskiego – recenzent „Życia Warszawy” podkreślał „ogromną naturalność i prostotę gry [...] dyskrecję i delikatność, z jaką snuje marzenia, okazuje swe uczucia dla przyjaciela, czy ból w tragicznej scenie końcowej”. Jego rola Sadybana w przedstawieniu Kondukt została nagrodzona na IV Festiwalu Polskich Sztuk Współczesnych (1963).
Od 1964 przez kolejne 11 lat grał we Wrocławiu, występując w Teatrze Polskim i na scenie Teatrów Dramatycznych. Grał w repertuarze klasycznym, np. za rolę Cześnika Raptusiewicza w Zemście (1969) w reżyserii Jerzego Krasowskiego otrzymał dyplom honorowy na piątym Telewizyjnym Festiwalu Teatrów Dramatycznych we Wrocławiu. Grał w dramatach Witkacego, Becketta i w rolach szekspirowskich. W tym czasie grywał gościnnie w Teatrze im. Juliusza Słowackiego w Krakowie. Współtworzył także popularny kabaret Dreptak, który pięciokrotnie został nagrodzony Iglicą, nagrodą czytelników „Słowa Polskiego”.
Do Warszawy przeprowadził się w 1975. Występował na deskach większości teatrów warszawskich, m.in. Polskiego, Studio, Rozmaitości, Narodowego, Na Woli, Komedii i Ochoty, gdzie w 2004 miał swoją ostatnią premierę – wcielił się w Mateja w Pułkowniku Ptaku Christo Bojczewa w reżyserii Tomasza Mędrza. W sumie zagrał w ponad 120 inscenizacjach teatralnych, czterdziestu realizacjach Teatru Telewizji oraz 160 spektaklach Teatru Polskiego Radia.
W ciągu swojej kariery zagrał przeszło 120 ról filmowych i telewizyjnych, głównie drugoplanowych i epizodycznych, niemniej jednak – jak  wskazała redakcja portalu Onet.pl – „Pyrkosz był aktorem wyrazistym i charakterystycznym, niewątpliwym mistrzem drugiego planu, potrafiącym jedną sceną skraść dla siebie połowę filmu”. Popularność i sympatię widzów przyniosły mu role w serialach: kaprala Franka Wichury w Czterech pancernych i psie (1966–1970), Jędrusia Pyzdry w Janosiku (1973), Józefa Balcerka w Alternatywach 4 (1983) oraz kreacja Duńczyka w filmie Vabank (1981). Najbardziej znane filmy z nim w obsadzie to: Eroica (1957) Andrzeja Munka, Rękopis znaleziony w Saragossie (1964) Wojciecha Jerzego Hasa czy Sami swoi (1967) Sylwestra Chęcińskiego. Pierwszoplanową rolę zagrał w telewizyjnym filmie Meta (1971) Antoniego Krauzego, opowiadającym o spotkaniu po latach kolegów ze szkolnej ławy. Do końca swojego życia występował w serialu M jak miłość, w którym nieprzerwanie od początku emisji (2000) wcielał się w rolę nestora rodu Lucjana Mostowiaka.
W czasie stanu wojennego wziął udział w bojkocie mediów, poza tym nie angażował się w działalność polityczną w czasach PRL. W latach 1999–2006 był radnym powiatu piaseczyńskiego. Został honorowym obywatelem miasta Pyzdry.
Zmarł 22 kwietnia 2017 w Warszawie, w wieku 90 lat, wskutek udaru, który nastąpił w wyniku komplikacji po zapaleniu płuc. Wcześniej miał problemy z sercem i krążeniem. 28 kwietnia 2017, po mszy pogrzebowej w kościele Niepokalanego Poczęcia Najświętszej Maryi Panny w Górze Kalwarii, urna z jego prochami spoczęła na miejscowym cmentarzu.

## Życie prywatne
Dwukrotnie żonaty. Pierwszą żoną była Ewa Bilewska, z którą miał syna Pawła. Od 28 lipca 1964 do śmierci był żonaty z Krystyną, z którą miał dwoje dzieci: syna Witolda i córkę Katarzynę. Mieszkał w podwarszawskiej Górze Kalwarii.

## Teatr

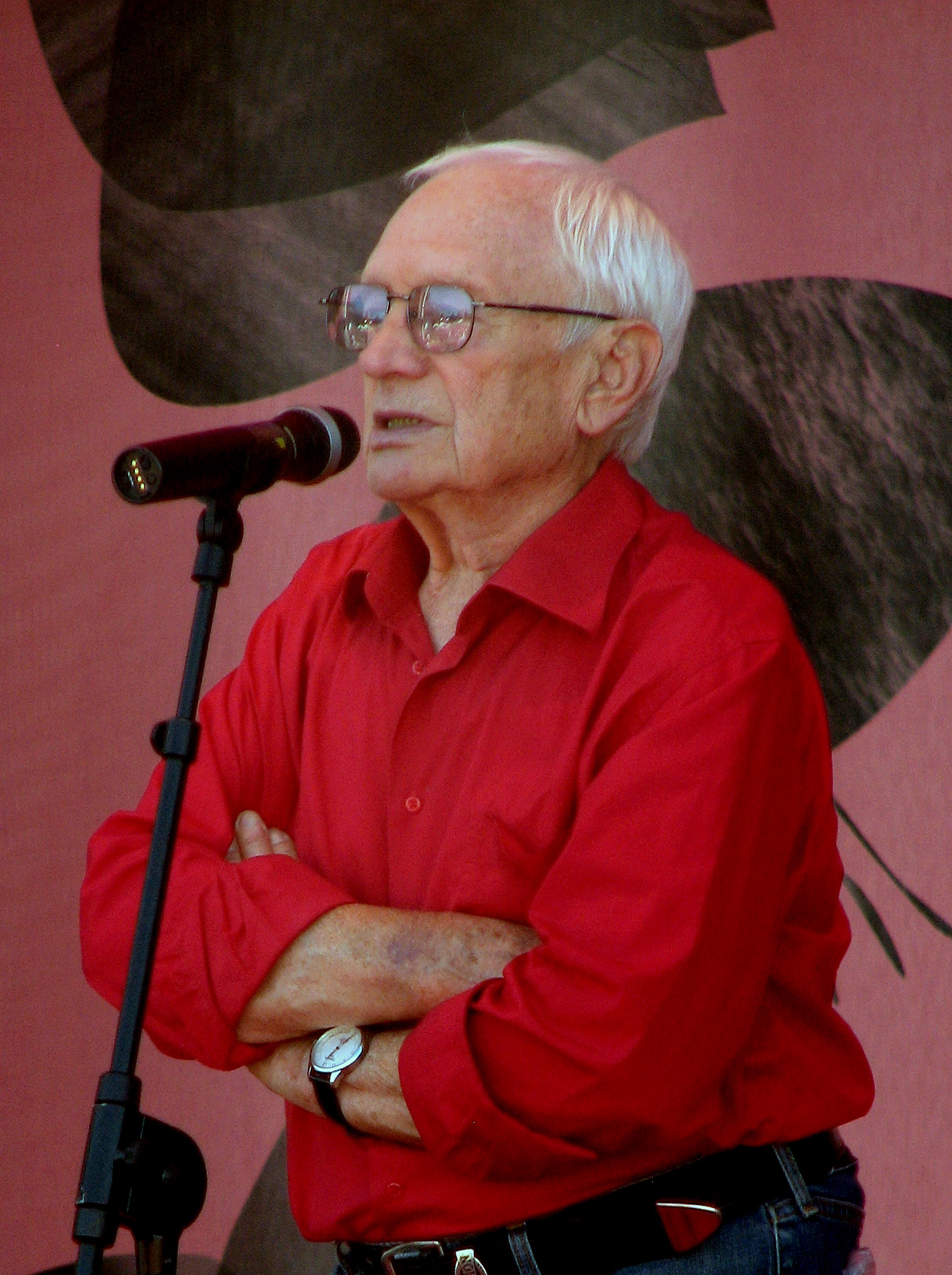
Witold Pyrkosz w Gdyni, podczas spotkania z fanami serialu M jak miłość (2010)

- Teatr im. Stefana Żeromskiego w Kielcach: 1955
- Teatr Ludowy w Krakowie – Nowej Hucie: 1955–1964
- Teatry Dramatyczne (Teatr Kameralny) we Wrocławiu: 1964–1967 oraz 1969
- Teatry Dramatyczne (Teatr Polski) we Wrocławiu: 1965–1968
- Teatr Polski we Wrocławiu: 1969–1975
- Teatr Polski w Warszawie: 1970, 1974, 1976–1981 oraz 1985
- Teatr im. Juliusza Słowackiego w Krakowie: 1972 oraz 1974
- Estrada Stołeczna w Warszawie: 1977 oraz 1979
- Teatr Studio w Warszawie: 1982
- Teatr Rozmaitości w Warszawie: 1982–1983
- Teatr Narodowy w Warszawie: 1983–1988
- Teatr Na Woli w Warszawie: 1991, 1994 oraz 1997
- Teatr Ochoty w Warszawie: 1991–1993, 1995–1996, 1999, 2003–2004
- Teatr Komedia w Warszawie: 1999

## Filmografia
| Filmy fabularne     |                                                                        |                                            |                                |
| Rok                 | Tytuł                                                                  | Rola                                       | Reżyseria                      |
| 1956                | Cień                                                                   | Malutki                                    | Jerzy Kawalerowicz             |
| 1957                | Eroica                                                                 | muzyk Kardas                               | Andrzej Munk                   |
| 1960                | Rok pierwszy                                                           | Mikułka                                    | Witold Lesiewicz               |
| 1960                | Milczące ślady                                                         | Świder                                     | Zbigniew Kuźmiński             |
| 1961                | Kwiecień                                                               | porucznik Galicki                          | Witold Lesiewicz               |
| 1962                | Na białym szlaku                                                       | feldfebel                                  | –                              |
| 1962                | O dwóch takich, co ukradli księżyc                                     |                                            | Jan Batory                     |
| 1962                | Drugi brzeg                                                            | Gabryś                                     | Zbigniew Kuźmiński             |
| 1963                | Zacne grzechy                                                          | Onufry Gęba                                | Mieczysław Waśkowski           |
| 1964                | Rękopis znaleziony w Saragossie                                        | potępiony Błażej                           | Wojciech Has                   |
| 1964                | Pięciu                                                                 | Alojz                                      | Paweł Komorowski               |
| 1964                | Panienka z okienka                                                     | kapitan                                    | Maria Kaniewska                |
| 1964                | Nieznany                                                               | Marcin                                     | Witold Lesiewicz               |
| 1965                | Potem nastąpi cisza                                                    | Leoniak                                    | Janusz Morgenstern             |
| 1965                | Katastrofa                                                             | Witold Roszak                              | Sylwester Chęciński            |
| 1965                | Jutro Meksyk                                                           | dziennikarz (głos)                         | Aleksander Ścibor-Rylski       |
| 1965                | Błękitny pokój                                                         | siostrzeniec Anglika                       | Janusz Majewski                |
| 1966                | Powrót na ziemię                                                       | Edek                                       | Stanisław Jędryka              |
| 1966                | Sublokator                                                             | widmo chorążego                            | Janusz Majewski                |
| 1966                | Zejście do piekła                                                      | fotograf Max Schmidt                       | Zbigniew Kuźmiński             |
| 1967                | Wenus z Ille                                                           | Artut                                      | Janusz Majewski                |
| 1967                | Upiór                                                                  | lokaj Stiepan                              | Stanisław Lenartowicz          |
| 1967                | Sami swoi                                                              | Warszawiak                                 | Sylwester Chęciński            |
| 1967                | Morderca zostawia ślad                                                 | żołnierz                                   | Aleksander Ścibor-Rylski       |
| 1968                | Lalka                                                                  | licytant                                   | Wojciech Has                   |
| 1969                | Znaki na drodze                                                        | właściciel warsztatu                       | Andrzej Piotrowski             |
| 1969                | Tylko umarły odpowie                                                   | Witek                                      | Sylwester Chęciński            |
| 1969                | Dzień oczyszczenia                                                     | Drobny                                     | Jerzy Passendorfer             |
| 1970                | Martwa fala                                                            | radiotelegrafista (głos)                   | Stanisław Lenartowicz          |
| 1970                | Akcja Brutus                                                           | Boruta                                     | Jerzy Passendorfer             |
| 1971                | Meta                                                                   | Kazik Kaczyński                            | Antoni Krauze                  |
| 1971                | Diament radży                                                          | pastor (głos)                              | Sylwester Chęciński            |
| 1971                | Trąd                                                                   | szef gangu                                 | Andrzej Trzos-Rastawiecki      |
| 1971                | Szerokiej drogi, kochanie                                              | dziennikarz Mucha                          | Andrzej Piotrowski             |
| 1972                | Siedem czerwonych róż, czyli Benek Kwiaciarz o sobie i o innych        | mężczyzna                                  | Jerzy Sztwiertnia              |
| 1972                | Kopernik                                                               | prepozyt Płotowski                         | Ewa Petelska, Czesław Petelski |
| 1973                | Nagrody i odznaczenia                                                  | chorąży Żurek                              | Jan Łomnicki                   |
| 1973                | Godzina szczytu                                                        | pan Stasiek                                | Jerzy Stefan Stawiński         |
| 1974                | To ja zabiłem                                                          | obrońca                                    | Stanisław Lenartowicz          |
| 1974                | Janosik                                                                | Pyzdra                                     | Jerzy Passendorfer             |
| 1974                | Nie ma mocnych                                                         | Warszawiak                                 | Sylwester Chęciński            |
| 1975                | Kazimierz Wielki                                                       | przywódca biczowników                      | Ewa Petelska, Czesław Petelski |
| 1975                | Hazardziści                                                            | Badziak                                    | Mieczysław Waśkowski           |
| 1975                | Grzech Antoniego Grudy                                                 | Warwaś                                     | Jerzy Sztwiertnia              |
| 1976                | Złota kaczka                                                           | żołnierz w karczmie                        | Jerzy Sztwiertnia              |
| 1977                | Niedziela pewnego małżeństwa w mieście przemysłowym średniej wielkości | Milewski                                   | Jerzy Sztwiertnia              |
| 1977                | Wszyscy i nikt                                                         | kowal                                      | Konrad Nałęcki                 |
| 1977                | Milioner                                                               | urzędnik                                   | Sylwester Szyszko              |
| 1978                | Bez znieczulenia                                                       | następca Brońskiego                        | Andrzej Wajda                  |
| 1978                | Azyl                                                                   | szabrownik Żera                            | Roman Załuski                  |
| 1979                | Na własną prośbę                                                       | Stelmaszek                                 | Ewa Petelska, Czesław Petelski |
| 1979                | Do krwi ostatniej...                                                   | major Wysokoński                           | Jerzy Hoffman                  |
| 1979                | Słodkie oczy                                                           | inżynier Kowal                             | Juliusz Janicki                |
| 1980                | Bo oszalałem dla niej                                                  | Władzio                                    | Sylwester Chęciński            |
| 1980                | Urodziny młodego warszawiaka                                           | Jakubowicz                                 | Ewa Petelska, Czesław Petelski |
| 1980                | Jeśli serce masz bijące                                                | lokator stancji                            | Wojciech Fiwek                 |
| 1980                | Constans                                                               | Mariusz                                    | Krzysztof Zanussi              |
| 1981                | Wojna światów – następne stulecie                                      | sędzia                                     | Piotr Szulkin                  |
| 1981                | Czwartki ubogich                                                       | urzędnik                                   | Sylwester Szyszko              |
| 1981                | Był jazz                                                               | prezes NOT                                 | Feliks Falk                    |
| 1981                | Vabank                                                                 | Duńczyk                                    | Juliusz Machulski              |
| 1982                | Prognoza pogody                                                        | kierownik domu starców                     | Antoni Krauze                  |
| 1982                | Niech cię odleci mara                                                  | kontroler                                  | Andrzej Barański               |
| 1983                | Kamienne tablice                                                       | Fedunowicz                                 | Ewa Petelska, Czesław Petelski |
| 1984                | Porcelana w składzie słonia                                            | taksówkarz                                 | Andrzej Czekalski              |
| 1984                | Kim jest ten człowiek                                                  | śledczy                                    | Ewa Petelska, Czesław Petelski |
| 1984                | Vabank II, czyli riposta                                               | Duńczyk                                    | Juliusz Machulski              |
| 1986                | Prywatne śledztwo                                                      | szef                                       | Wojciech Wójcik                |
| 1986                | Czas nadziei                                                           | nowy dyrektor                              | Roman Wionczek                 |
| 1987                | Sonata marymoncka                                                      | Sęczek                                     | Jerzy Ridan                    |
| 1987                | Sławna jak Sarajewo                                                    | Szafraniec                                 | Janusz Kidawa                  |
| 1987                | Kingsajz                                                               | Bombalina                                  | Juliusz Machulski              |
| 1988                | Romeo i Julia z Saskiej Kępy                                           | dorożkarz                                  | Edward Skórzewski              |
| 1988                | Dziewczynka z hotelu Excelsior                                         | Jan                                        | Antoni Krauze                  |
| 1989                | Rififi po sześćdziesiątce                                              | Opieniek                                   | Paweł Trzaska                  |
| 1989                | Gorzka miłość                                                          | buchalter Hermanowicz                      | Czesław Petelski               |
| 1990                | Zabić na końcu                                                         | Wacławek                                   | Wojciech Wójcik                |
| 1990                | Kramarz                                                                | żebrak                                     | Andrzej Barański               |
| 1991                | Szwedzi w Warszawie                                                    | przewoźnik                                 | Włodzimierz Gołaszewski        |
| 1991                | Latające machiny kontra Pan Samochodzik                                | autor powieści kryminalnych                | Janusz Kidawa                  |
| 1991                | Trzy dni bez wyroku                                                    | „Rzeźnik”                                  | Wojciech Wójcik                |
| 1993                | Przypadek Pekosińskiego                                                | sekretarz                                  | Grzegorz Królikiewicz          |
| 1993                | Do widzenia wczoraj                                                    | oglądający telewizję                       | Janusz Majewski                |
| 1994                | La belle de Varsovie                                                   | Ludwik                                     | Franck Apprederis              |
| 1995                | Szabla od komendanta                                                   | Gniewosz                                   | Jan Jakub Kolski               |
| 1996                | Akwarium                                                               | generał Galicyn                            | Antoni Krauze                  |
| 1999                | Kiler-ów 2-óch                                                         | ksiądz                                     | Juliusz Machulski              |
| 2000                | Bajland                                                                | Sieńko                                     | Henryk Dederko                 |
| 2009                | Rewizyta                                                               | Mariusz (zdjęcia archiwalne)               | Krzysztof Zanussi              |
| Seriale telewizyjne |                                                                        |                                            |                                |
| Rok                 | Tytuł                                                                  | Rola                                       | Reżyseria                      |
| 1966–1970           | Czterej pancerni i pies                                                | Franek Wichura                             | Konrad Nałęcki                 |
| 1968                | Stawka większa niż życie                                               | obersturmbannführer Kleist (odc. 13)       | Andrzej Konic                  |
| 1973                | Janosik                                                                | Pyzdra                                     | Jerzy Passendorfer             |
| 1973                | Droga                                                                  | Warszawiak (odc. 5)                        | Sylwester Chęciński            |
| 1976                | Daleko od szosy                                                        | nabywca motocykla (odc. 4)                 | Zbigniew Chmielewski           |
| 1980                | Kariera Nikodema Dyzmy                                                 | akordeonista (odc. 1, 5)                   | Jan Rybkowski                  |
| 1980–1996           | Dom                                                                    | proboszcz (odc. 1, 5, 10–11, 16)           | Jan Łomnicki                   |
| 1981                | Najdłuższa wojna nowoczesnej Europy                                    | Kusztelan (odc. 10, 12)                    | Jerzy Sztwiertnia              |
| 1981                | Białe tango                                                            | Janusz (odc. 7)                            | Janusz Kidawa                  |
| 1983                | Alternatywy 4                                                          | Józef Balcerek                             | Stanisław Bareja               |
| 1984                | Pan na Żuławach                                                        | Zakładka (odc. 2–8)                        | Sylwester Szyszko              |
| 1987                | Śmieciarz                                                              | Wielecki (odc. 2)                          | Jacek Butrymowicz              |
| 1987                | Ballada o Januszku                                                     | Tadeusz Stasiak (odc. 6–7)                 | Henryk Bielski                 |
| 1992                | Kuchnia polska                                                         | generał Marczuk (odc. 5)                   | Jacek Bromski                  |
| 1993                | Goldrush in Alaska                                                     | Carson (odc. 5)                            | James Hill                     |
| 1993–1994           | Bank nie z tej ziemi                                                   | bezdomny                                   | Waldemar Dziki                 |
| 1994                | Sukces                                                                 | redaktor (odc. 6)                          | Krzysztof Gruber               |
| 1994–1995           | Spółka rodzinna                                                        | majster (odc. 6–8, 11–16, 18–19)           | Jerzy Sztwiertnia              |
| 1996                | Bar Atlantic                                                           | gawędziarz Sabała (odc. 1–2, 6)            | Janusz Majewski                |
| 1997                | 13 posterunek                                                          | aktor (odc. 3)                             | Maciej Ślesicki                |
| 1998                | Z pianką czy bez                                                       | kierowca (odc. 6–9)                        | Grzegorz Warchoł               |
| 1998                | Rodziców nie ma w domu                                                 | Kocoń (odc. 40–51)                         | Wojciech Adamczyk              |
| 1999                | Lot 001                                                                | (odc. 6)                                   | Krzysztof Lang                 |
| 2000                | Świat według Kiepskich                                                 | harnaś (odc. 56)                           | Okił Khamidow                  |
| 2000–2017           | M jak miłość                                                           | Lucjan Mostowiak                           | różni                          |
| 2003                | Tygrysy Europy 2                                                       | Stanisław Pachołek, właściciel Nowak&Nowak | Jerzy Gruza                    |
| 2006                | Dylematu 5                                                             | Józef Balcerek                             | Grzegorz Warchoł               |
| 2008                | Agentki                                                                | kolejarz Ludwik Poręba (odc. 7)            | Piotr Wereśniak                |

### Dubbing
- 1950: Kopciuszek jako król
- 1976: Ja, Klaudiusz jako Narcyz
- 1991–1993: Dzielny Agent Kaczor jako Gąsior Gęgacz, dyrektor agencji S.Z.A.
- 1995–2000: Sylwester i Tweety na tropie jako detektyw Nochal/brat babci
- 1995: Rob Roy jako książę Argyll
- 1997: Herkules jako Filoktet
- 1999: Tarzan jako profesor Archimedes Q. Porter – ojciec Jane
- 1999: Toy Story 2 jako Pit
- 2001: But Manitou jako wódz Tęga Pała
- 2001–2003: Legenda Tarzana jako profesor Archimedes Q. Porter
- 2001–2008: Café Myszka jako Fil, król
- 2002: Śnieżne psy jako Ernie
- 2003: Nawiedzony dwór jako Ezra
- 2004: Rogate ranczo jako szeryf Sam
- 2006: Auta jako Złomek
- 2007: Lissi na lodzie jako dziadek
- 2008: Bujdy na resorach jako Złomek
- 2008: Podróże na Burzowej Chmurze
- 2011: Auta 2 jako Złomek

## Nagrody

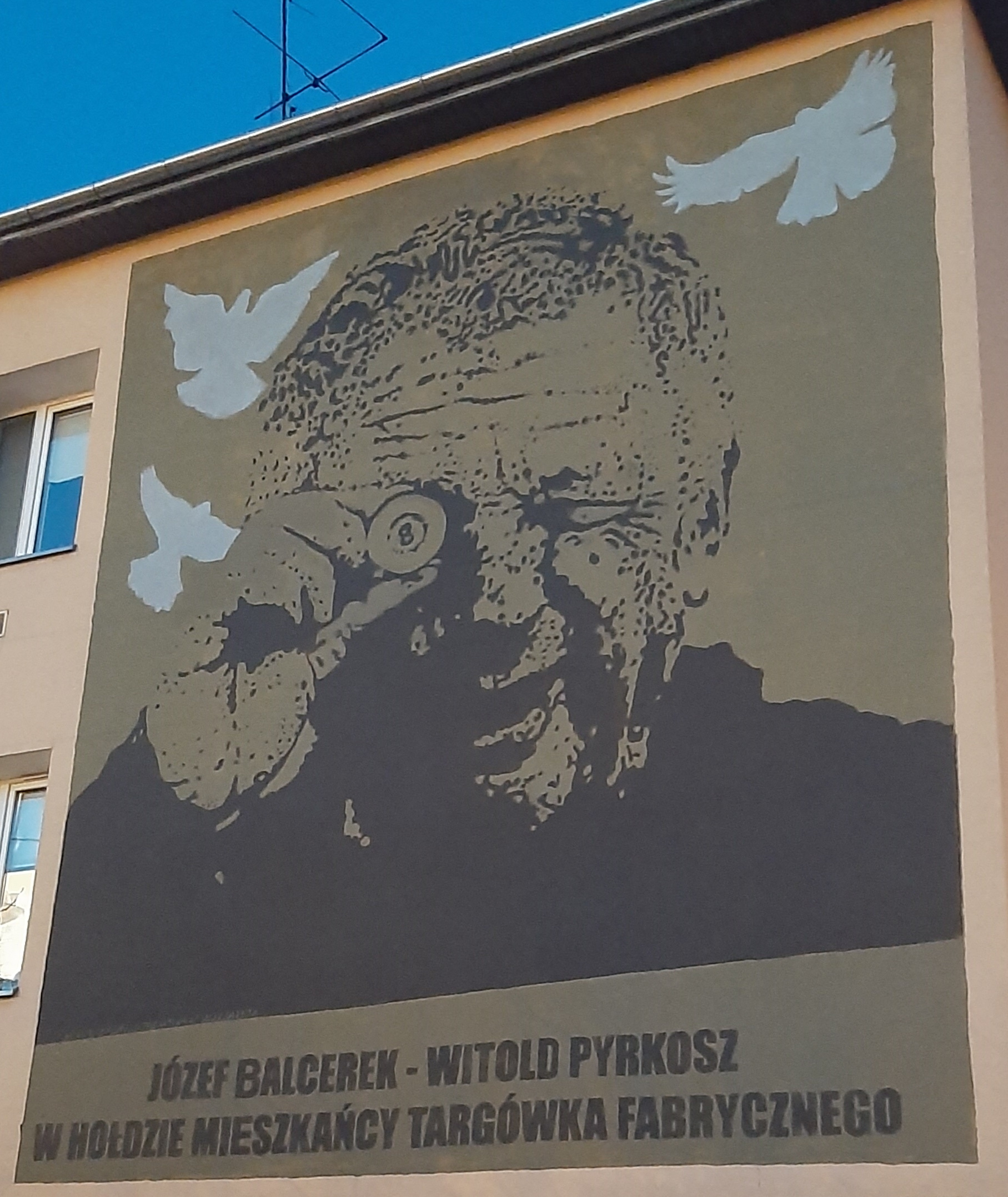
Mural przy ul. Naczelnikowskiej 50 w Warszawie Piotra Karszni i Rafała Roskowińskiego pamięci Witolda Pyrkosza w roli Józefa Balcerka z Alternatyw 4

- 1963 – nagroda za rolę Sadybana w przedstawieniu Kondukt Bohdana Drozdowskiego w reżyserii Jerzego Krasowskiego w Teatrze Ludowym w Nowej Hucie na Festiwal Polskich Sztuk Współczesnych we Wrocławiu|4. Festiwalu Polskich Sztuk Współczesnych we Wrocławiu.
- 1967 – Złota Iglica – nagroda czytelników „Słowa Polskiego” we Wrocławiu.
- 1968 – dyplom honorowy za rolę Cześnika w Zemście Aleksandra Fredry w reżyserii Jerzego Krasowskiego w Teatrze Polskim we Wrocławiu na 5. Telewizyjnym Festiwalu Teatrów Dramatycznych we Wrocławiu.
- 1969 – Złota Iglica – nagroda czytelników „Słowa Polskiego” we Wrocławiu.
- 1970 – Srebrna Iglica – nagroda czytelników „Słowa Polskiego” we Wrocławiu.
- 1971 – Dyplom Honorowy Towarzystwa Przyjaciół Wrocławia.
- 1972 – Odznaka Budowniczego Wrocławia.
- 1974 – Srebrna Iglica – nagroda czytelników „Słowa Polskiego” we Wrocławiu.
- 1979 – wyróżnienie za rolę Urzędnika w sztuce Owca Stanisława Stratijewa w reżyserii Jerzego Rakowieckiego z Teatru Polskiego w Warszawie na 19. Kaliskich Spotkaniach Teatralnych.
- 1979 – Srebrna Iglica – nagroda czytelników „Słowa Polskiego” we Wrocławiu.
- 1985 – nagroda I stopnia Ministra Kultury i Sztuki za wybitne kreacje aktorskie w teatrze, filmie i telewizji.
- 1987 – nagroda przewodniczącego Komitetu ds. Radia i Telewizji za wieloletnią współpracę artystyczną z Telewizją Polską, w tym za rolę w serialu Alternatywy 4 w reżyserii Stanisława Barei.
- 1997 – tytuł Króla Reklamy na 8. Międzynarodowym Festiwalu Filmu Reklamowego i Reklamy „Crakfilm'97” w Krakowie.
- 2002 – Kryształowy Granat – honorowa nagroda specjalna za rolę Kierowcy w filmie Sami Swoi na 6. Festiwalu Filmów Komediowych w Lubomierzu.
- 2005 – Telekamera – nagroda w plebiscycie czytelników Tele Tygodnia w kategorii najlepszy aktor.
- 2005 – Super Wiktor za całokształt twórczości w konkursie Wiktorów – nagród dla największych osobowości telewizyjnych.
- 2007 – Złote Spinki za całokształt twórczości (nagroda przyznana podczas uroczystości Telekamer 2007).
- 2014 – Nagroda Honorowa „Jańcia Wodnika” za całokształt twórczości filmowej oraz Nagroda Specjalna Prezesa Telewizji Polskiej na XXI Ogólnopolskim Festiwalu Sztuki Filmowej „Prowincjonalia” we Wrześni, za wybitne kreacje charakterystyczne, które w wykonaniu Witolda Pyrkosza, stają się pierwszoplanowymi; za radość i pasję bycia aktorem wszechstronnym: filmowym i telewizyjnym; za ekspresję i dowcip, które sprawiają, że nasze życie łagodnieje i jest pełne piękna oraz uśmiechu.

## Odznaczenia
- Złoty Krzyż Zasługi (1974)
- Krzyż Kawalerski Orderu Odrodzenia Polski (1984)
- Odznaka Zasłużony Działacz Kultury (1984)
- Złoty Medal „Zasłużony Kulturze Gloria Artis” (2009)[14]